# ان‌ارکو
ان‌اَرکو (مخفف از نروژی: Norsk rikskringkasting) یک بنگاه رسانه ای  در نروژ و بزرگترین سازمان رسانه ای این کشور است. ان‌آرکا از اعضای بنیانگذار اتحادیه رسانه ای اتحادیه اروپا می‌باشد.

## تاریخچه
ان‌اَرکو، یک شرکت متعلق به دولت نروژ است و پخش برنامه‌های رادیویی را به‌طور منظم از سال ۱۹۳۳ در نروژ آغاز کرده‌است. این مؤسسه بر اساس مدلی از بی‌بی‌سی و در شهر اسلو آغاز به کار کرد. در طول سالهای اشغال نروژ توسط آلمان نازی، از این رسانه برای گسترش تبلیغات نازی‌ها در شمال اروپا استفاده می‌شد.

## تأمین هزینه‌ها
هزینه‌های ان‌اَرکو از طریق مالیات دهندگان نروژی تأمین می‌شود. هر شخصی که در نروژ تلویزیون داشته باشد، فارغ از اینکه شبکه‌های ان‌اَرکو رو ببیند یا نه و حتی صرف نظر از اینکه تلویزیون خود را استفاده می‌کند یا نه، باید در سال مبلغی بیش از سه هزار کرون نروژی (۴۷۰ دلار آمریکا) به عنوان مالیات تلویزیون بپردازد که به حساب ان‌اَرکو واریز می‌شود.

## پیوند
سایت رسمی خبرگزاری